# 羅薩諾·加蘭特
羅薩諾·加蘭特（英語：Rossano Galante，1967年—），美國作曲家，出生於紐約水牛城，1992年取得小號演奏學位，同年赴南加州大學修習電影配樂專業，師從奧斯卡獎得主杰里·戈德史密斯。1999年起加蘭特常居於加州，與馬可·貝爾特拉米、克里斯托弗·贝克、布莱恩·泰勒、沃爾夫拉姆·德·馬可等作曲家多有往來。目前，加蘭特所配樂的作品已經超過六十部。加蘭特亦是管樂作曲家，受委創作的作品眾多。迄今他已出版逾68首管樂作品，作品皆由歐美主要出版社印行，包括Alfred/Barnhouse/Curnow/De Haske/Hafabra/Rundel/Schirmer等。

## 作品節選

### 管樂合奏
- Resplendent Glory，2005年
- The Cry of the Last Unicorn，2010年
- Mt. Everest，2010年
- The Last Centaur，2015年

### 配樂
- A Quiet Place
- Logan
- Wolverine
- Charlie's Angels
- 3:10 to Yuma
- A Good Day to Die Hard
- Trouble with the Curve
- The Thing
- Final Destination 5
- Don’t be Afraid of the Dark
- Knowing
- Max Payne
- The Little Mermaid: Ariel’s Beginning
- Alvin and the Chipmunks
- Live Free or Die Hard
- Red Eye
- The Tuxedo
- 最後14堂星期二的課

## 外部連結
- 官方网站
- 羅薩諾·加蘭特的Discogs页面（英文）
- 羅薩諾·加蘭特在互联网电影资料库（IMDb）上的資料（英文）